# Chenork Kaloustian
Chenork Kaloustian (en arménien Շնորհք Գալուստյան), né le 27 septembre 1913 et mort le 7 mars 1990 à Etchmiadzin, est le 82e patriarche arménien de Constantinople. Il est élu à la tête du Patriarcat arménien de Constantinople en 1963 et y reste jusqu'à sa mort.